# Église Sant'Eufemia de Mazzorbo
L'église Sant'Eufemia e Compagne Martiri (église Sainte-Euphémie) était une église catholique de Venise, en Italie.

## Localisation
L'église Sant'Eufemia était située sur l'île de Mazzorbo.

## Historique
Le monastère a été fondé en 900, par Margherita, noble padouane, sous la règle de saint Benoît. 
En 1438, Eugène IV l'unissait au monastère de Saint-Ange de l'île d'Ammiana, où les bénédictins furent réduits à trois seulement.
La communauté a été concentrée dans les dernières années du XVIIIe siècle, par décret du 12 septembre 1768, à Saint-Antoine de Torcello, et leurs biens expropriés en 1806.